# Jamui

Stadens och distriktets läge i Bihar.

Jamui är en stad i den indiska delstaten Bihar, och är huvudort för ett distrikt med samma namn. Folkmängden uppgick till 87 357 invånare vid folkräkningen 2011.